# Altenreuth (Harsdorf)
Altenreuth (oberfränkisch: Aldn-rahd) ist ein Gemeindeteil von Harsdorf im Landkreis Kulmbach (Oberfranken, Bayern). Altenreuth liegt in der Gemarkung Harsdorf.

## Geographie
Der Weiler liegt auf einem Höhenzug am Autobahndreieck Bayreuth/Kulmbach. Im Südwesten befindet sich der bewaldete Hang Tierleite, der ins Trebgasttal abfällt. Gemeindeverbindungsstraßen führen nach Zettmeisel (1,6 km nordwestlich), am Lindenhof vorbei nach Nenntmannsreuth (1,4 km nordöstlich), nach Oberaltenreuth (0,8 km südöstlich) und zur Kreisstraße BT 46 direkt an der Anschlussstelle 40b der Bundesautobahn 9 (1,2 km südöstlich).

## Geschichte
Der Ort wurde 1418 als „rewte“ erstmals urkundlich erwähnt, 1531 erstmals als „Altenreut“. Das Grundwort reut lässt erkennen, dass das Siedlungsgebiet durch Rodung urbar gemacht wurde. Worauf sich das Bestimmungswort alt bezieht, bleibt unklar. Die umgebenden Reuth-Orte (Hettersreuth, Nenntmannsreuth, Sandreuth) sind jedenfalls zeitgleich entstanden.
Altenreuth gehörte zur Realgemeinde Harsdorf. Gegen Ende des 18. Jahrhunderts bestand Altenreuth aus 3 Anwesen. Das Hochgericht übte das bayreuthische Stadtvogteiamt Kulmbach aus. Grundherren waren das Kastenamt Kulmbach (2 Gütlein) und das Stiftskastenamt Himmelkron (1 Tropfhaus).
Von 1797 bis 1810 unterstand der Ort dem Justiz- und Kammeramt Kulmbach. Mit dem Ersten Gemeindeedikt wurde Altenreuth dem 1811 gebildeten Steuerdistrikt Harsdorf und der 1812 gebildeten gleichnamigen Ruralgemeinde zugewiesen.

### Einwohnerentwicklung
| Jahr      | 001809 | 001818 | 001861 | 001871 | 001885 | 001900 | 001925 | 001950 | 001961 | 001970 | 001987 |
| Einwohner | 18     | 17     | 31     | 36     | 45     | 45     | 45     | 44     | 33     | 34     | 28     |
| Häuser    |        | 3      |        |        | 8      | 7      | 7      | 7      | 7      |        | 8      |
| Quelle    | [ 11 ] | [ 8 ]  | [ 12 ] | [ 13 ] | [ 14 ] | [ 15 ] | [ 16 ] | [ 17 ] | [ 18 ] | [ 19 ] | [ 1 ]  |

## Religion
Altenreuth ist seit der Reformation evangelisch-lutherisch geprägt und nach St. Martin (Harsdorf) gepfarrt.